# Fonderie d'Indret
| \| Localisation sur la carte de France · Indret \| Localisation sur la carte de France Indret. |
| Localisation sur la carte de France · Indret                                                   |

La fonderie d'Indret est un établissement industriel créé en 1777 par décision du ministre de la Marine Antoine de Sartine sur une île de la Loire de la paroisse (aujourd'hui commune) d'Indre, en aval de Nantes, afin de couler des canons pour la Marine royale. 
L'activité industrielle d'Indret a existé jusqu'à nos jours puisque le site de l'ancienne fonderie est actuellement occupé par l'Unité Propulsion de Naval Group.

## Les commencements
Les marines de guerre du XVIIIe siècle avaient de considérables besoins en artillerie : chaque vaisseau était doté d'un grand nombre de canons (74 pour les vaisseaux dits « de 74 », etc.) de divers calibres, alors même que les flottes connaissaient un accroissement important de leurs effectifs. Depuis le XVIIe siècle, la grande majorité de ces canons sont en « fer coulé » (c'est-à-dire en fonte dans la terminologie contemporaine), beaucoup moins coûteux que la « fonte verte » (le bronze).

### Le «procédé des Anglois»
En France, dans les années 1760 et 1770, les canons étaient coulés au pied de hauts-fourneaux spécialisés à cet effet, comme ceux de Ruelle, en Angoumois. Ces hauts-fourneaux consommaient des quantités importantes de charbon de bois ; ils fonctionnaient pendant plusieurs mois sans interruption avant d'être arrêtés pour réfection, plusieurs mois également. Par ailleurs, si la fonte était bien liquide lors de sa production, on n'avait pas les moyens de la liquéfier de nouveau après solidification. Les canons ratés ou les canons étrangers de calibres incompatibles avec les boulets français étaient donc inutilisables, sinon comme lest.
En Grande-Bretagne, en revanche, on savait depuis le tournant du siècle refondre des canons ou des gueuses de fontes dans des fours à réverbère. Dans les années 1760, les ironworks associent hauts-fourneaux au coke et fours à réverbère pour couler des canons ou des cylindres de machine à vapeur.
En 1775, Marchant de la Houlière, un officier languedocien et propriétaire de forges dans la région d'Alès, se rend en Angleterre pour étudier la fabrication du fer forgé en utilisant le « charbon de terre » (la houille). Il observe dans l'usine de John Wilkinson la fabrication de canons en seconde fusion, en utilisant de la fonte au coke refondue au four à réverbère. Il se propose, dans un rapport au roi, de s'associer à William Wilkinson, frère cadet de John, pour monter une usine de ce type en France. En décembre de la même année, William Wilkinson est à Versailles et commence la construction de fourneau de démonstration près de Marly.

### La création d'Indret

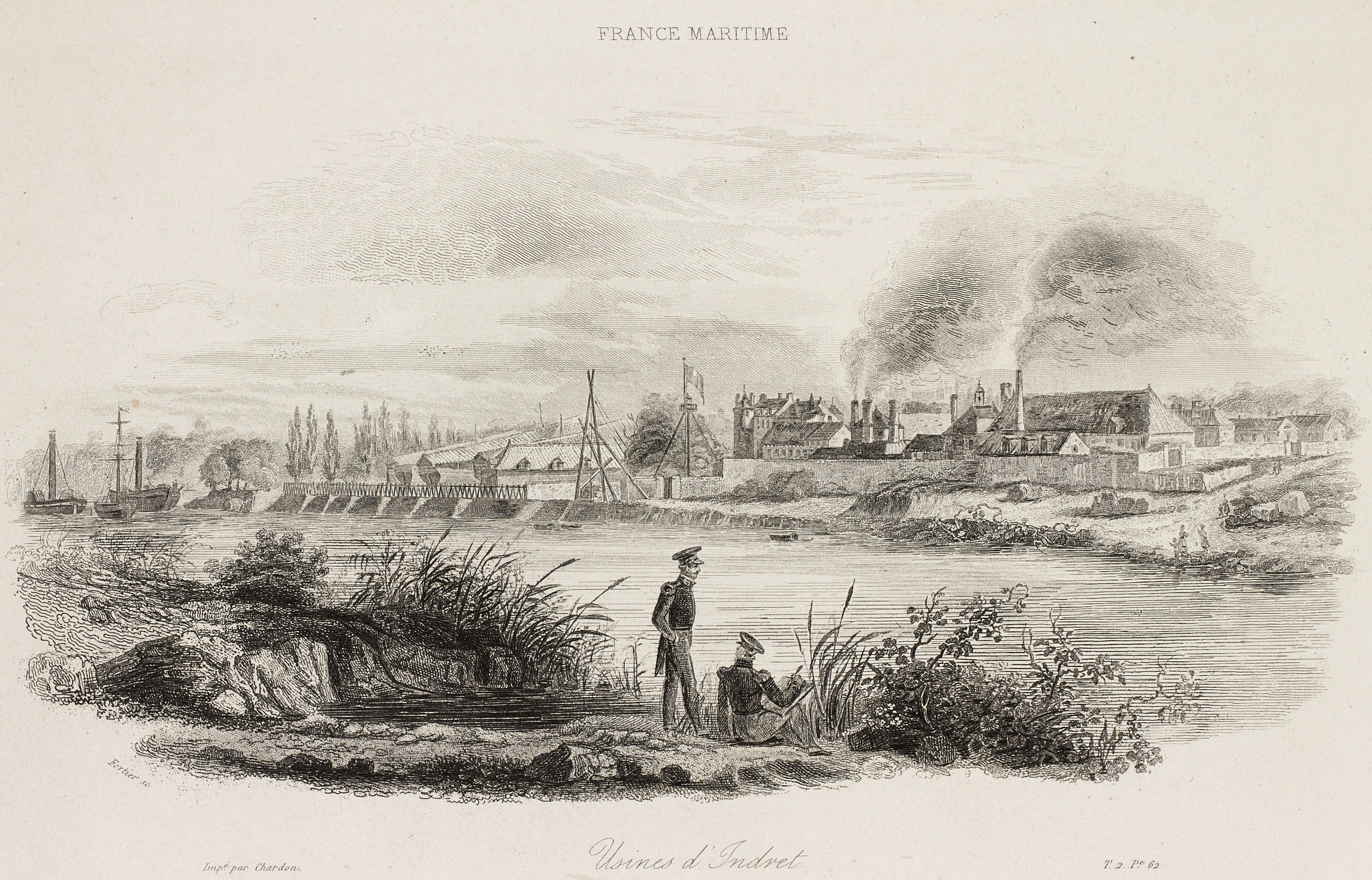
Les usines d'Indret

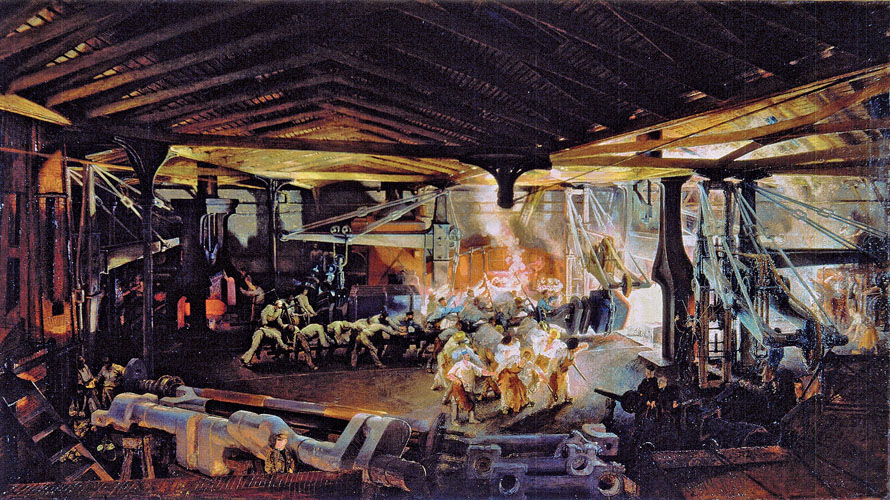
Forgeage au marteau-pilon dans les ateliers d’Indret de l’arbre coudé d’une frégate à hélice de 600 chevaux, huile sur toile de Bonhommé, 1865 (Écomusée du Creusot).

La proposition d'association formulée par Marchant de la Houlière n'est pas retenue ; par contre, le ministre de la Marine décide de s'entendre directement avec William Wilkinson. Un traité est signé le 11 mars 1777, prévoyant la construction d'une fonderie de canons sur l'île d'Indret. Wilkinson doit superviser les travaux, dirigés par l'inspecteur des forges et manufactures de la marine, André Fougeroux de Secval, l'ordonnateur de la marine à Nantes, de Sourdeval, et un ingénieur des bâtiments civils de la marine, Mangin. À la suite de dissensions avec Wilkinson, celui-ci est remplacé par Pierre Toufaire, ingénieur des bâtiments civils de la marine à Rochefort, qui arrive à Indret le 29 septembre 1777. 
Les travaux commencent le 1er décembre et sont menés rapidement : un fourneau est mis en service à titre d'essai ; il est utilisé pour couler un canon en février 1778. Une forerie temporaire mue par un manège est testée l'été suivant ; la forerie définitive, qui était actionnée par une roue hydraulique en fonte utilisant l'eau du bassin à marée, était terminée en janvier 1779. On établit entre la fonderie et la forerie une voie ferrée de 1 100 m, faite de barreaux de fonte sur traverses en chêne, pour acheminer les canons ; c'est la première de ce genre en France. L'usine est donc dès 1779 en mesure de produire des canons. 
En mars 1780, Pierre Toufaire décrit les travaux comme pratiquement terminés et s'attelle à la rédaction d'une description de la fonderie.

## Sources
- Archives nationales, fonds anciens de la Marine, en particulier D/3/33, D/3/34 et C/7/325, ainsi que divers volumes des séries B/1 et B/2.
- Babron, « Les établissements impériaux de la Marine française : Indret », Revue maritime et coloniale, première partie : vol. 23, no 89 (mai 1868), p. 123-148, 1 pl, seconde partie : vol. 24, septembre 1868, p. 495-526, 4 pl.
- W. H. Chaloner, « Les frères John et William Wilkinson et leurs rapports avec la métallurgie française, 1775-1786 », Annales de l'Est, no 16, 1956.
- P. M. J. Conturie, Histoire de la fonderie nationale de Ruelle (1750-1940) et des anciennes fonderies de canons de fer de la marine, première partie, 1750-1855, Paris, 1951.
- S. Girandier : « L'établissement d'Indret, des origines à 1914. » ; Annales de Bretagne et des pays de l'Ouest ;  Année 1993 ;  Tome 100 - numéro 3,  pp. 357-378. (Disponible sur Persée.fr.)
- Moutard, « Une vieille fonderie de la Marine : Indret », 1re partie, La Fonte, no 8, avril-mai-juin 1933, p. 271.
- A. Reyne, « Un constructeur d'usines métallurgiques au XVIIIe siècle : Pierre Toufaire », Revue d'histoire de la sidérurgie, t. VI, 1965, no 2, p. 87.
- Philippe Rondeau, « Un grand ingénieur au XVIIIe siècle, Toufaire, étude biographique », Bulletin de la Société des archives historiques de la Saintonge et de l'Aunis, avril 1884.